# Podział administracyjny Mauretanii

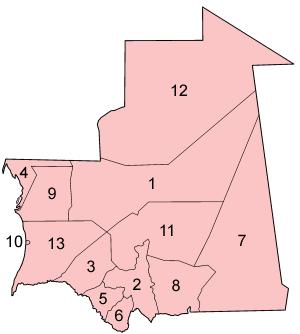
Regiony administracyjne Mauretanii

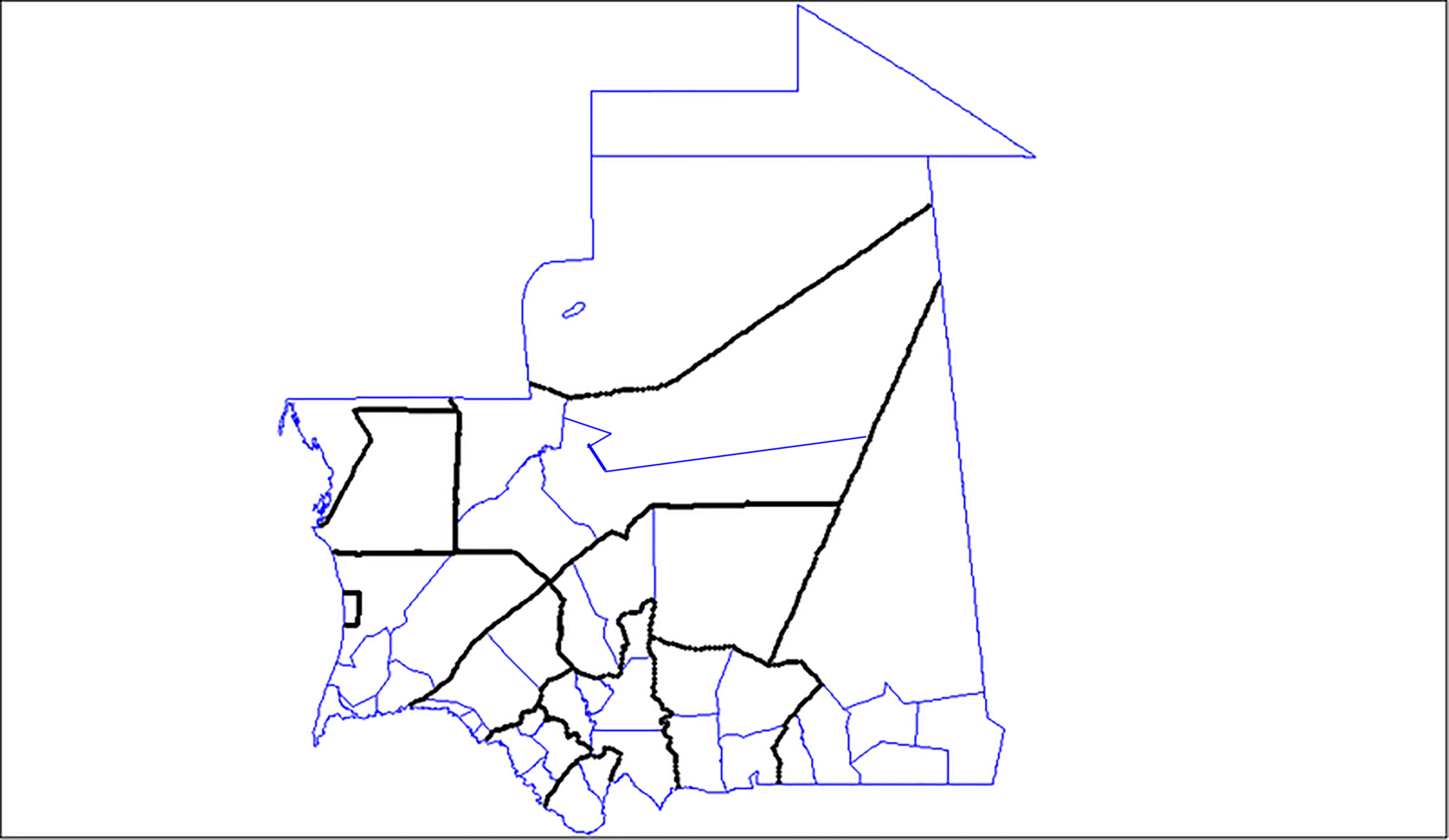
Departamenty Mauretanii

Mauretania podzielona jest na 12 regionów administracyjnych i 1 dystrykt stołeczny. Regiony dzielą się dalej na 44 departamenty. Departamenty noszą nazwy miast, będących ich stolicami. 

## Lista regionów i departamentów
1. Adrar, stolica: Atar
- Audżift
- Atar
- Szinkit

2. Al-Asaba, stolica: Kifa
- Abu Madid
- Barkewol (Aftut)
- Guerou
- Kankusa
- Kifa

3.Al-Barakina, stolica: Alak
- Alak
- Bababi
- Bughi (Buki)
- M'Bagne
- Makta al-Hadżar

4. Dachlat Nawazibu, stolica: Nawazibu
- Nawazibu

5. Kurkul, stolica: Kajhajdi
- Kajhajdi
- Mabut
- Maghama (Makama)
- Monguel

6. Ghidimagha, stolica: Silibabi (Hasi Walad Ali Babi)
- Walad Jandża
- Silibabi (Hasi Walad Ali Babi)

7. Haud asz-Szarki, stolica: An-Nama
- Amurdż
- Basikunu
- Djigueni
- An-Nama
- Walata
- Tinbadgha

8. Haud al-Gharbi, stolica: Ujun al-Atrus
- Ujun al-Atrus
- Kobenni
- Tamszikit (Tamszakat)
- At-Tintan

9. Insziri, stolica: Akdżawadżat
- Akdżawadżat (Akdżudżt)

10. Nawakszut (miasto stołeczne)
- Nawakszut

11. Takant, stolica: Tidżikdża
- Al-Midżrija (Al-Madżrija, Al-Madżrijja)
- Tiszit
- Tidżikdża

12. Tiris Zammur, stolica: Zuwirat
- Bir Umm Karajn (Bir Umm Kurajn)
- Fudajrik
- Zuwirat

13. At-Tarariza, stolica: Rosso
- Bu Tilimit
- Keur Massene
- Mudardara
- Wadi an-Naka
- Ar-Rakiz
- Rosso (Rusu)